# Пархоменко, Владимир Дмитриевич
Владимир Дмитриевич Пархоменко (16 декабря 1933 года, Ашхабад — 25 июня 2022) — советский и украинский учёный, педагог. Работает в области плазмохимии неорганических веществ и научно-технической информации. Член-корреспондент Академии педагогических наук Украины (1994), доктор технических наук (1976), профессор, лауреат Государственной премии Украины в области науки и техники, заслуженный работник высшей школы РСФСР, отличник образования Украины. Депутат ВС УССР (1984—1990). Министр высшего и среднего специального образования УССР (1985—1991).

## Биография
Вырос в селе Спасское Запорожской области.
В 1952 году окончил Мелитопольскую среднюю школу, с 1953 по 1958 г. учился в Днепропетровском химико-технологическом институте им. Ф. Э. Дзержинского.
После окончания с отличием института работал инженером-технологом, мастером на Запорожском трансформаторном заводе, инженером-конструктором проектно-конструкторского бюро «Металлург-автоматика» в Днепропетровске. В 1960 начал обучение в аспирантуре Днепропетровского химико-технологического института, затем работал ассистентом, доцентом, деканом, заведующим кафедрой и, а с 1972 г. — ректором Днепропетровского химико-технологического института.
С 1984 года занимал должность первого заместителя, с 1985 года — министра высшего и среднего специального образования Украины. После реформирования системы образования в 1991 году работал первым заместителем председателя Государственного комитета Украины по вопросам науки и технологий, а в 1997—2007 годах возглавлял Украинский институт научно-технической и экономической информации Министерства образования и науки Украины. С 2007 года — ректор Государственного института интеллектуальной собственности.
Кандидатская диссертация: «Исследование антифрикционных материалов, полученных на основе фторопласта-4» (Днепропетровский хим.-технол. Институт, 1964); докторская диссертация: «Синтез цианистоводородная кислоты низкотемпературной плазмы» (Харьковский политехнический институт, 1975).
Автор около 600 научных работ, в том числе 7 монографий, 2 учебных пособий, 90 патентов и авторских свидетельств в области плазмохимии неорганических веществ и научно-технической информации. Под его руководством защищено более 40 кандидатских и докторских диссертаций.
Полномочный представитель Украины в Международном Центре научно-технической информации, полномочным представителем Украины в межгосударственном Координационном Совете по научно-технической информации. Является главным редактором журнала «Научно-техническая информация», а также членом редакционных коллегий международного журнала «Информация и инновации» (Москва) и журналов «Наука и инновации» и «Интеллектуальная собственность».
Умер на 89-м году жизни 25 июня 2022 года. Похоронен на Байковом кладбище (участок № 27а).

## Награды
- ордена Трудового Красного Знамени (дважды),
- орден «За заслуги» III степени[1],
- Грамота Президиума Верховного Совета УССР,
- Почётные грамоты Верховной Рады Украины и Кабинета Министров Украины,
- юбилейная медаль «За доблестный труд»,
- медаль им. В. П. Глушкова,
- орден Святого Владимира за заслуги перед Украинской Православной Церковью,
- Государственная премия Украины в области науки и техники (1992)[2].

## Семья
Женат, имеет 2 детей: сына и дочь.